# Michael Buchberger

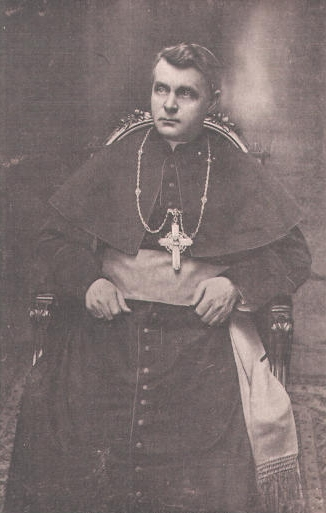
Bischof Buchberger (1928)

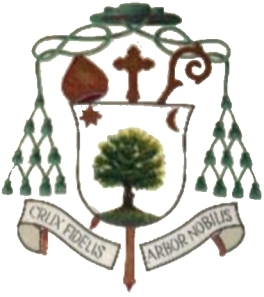
Wappen Buchbergers als Bischof von Regensburg ab 1950 nach seiner Ernennung zum Erzbischof

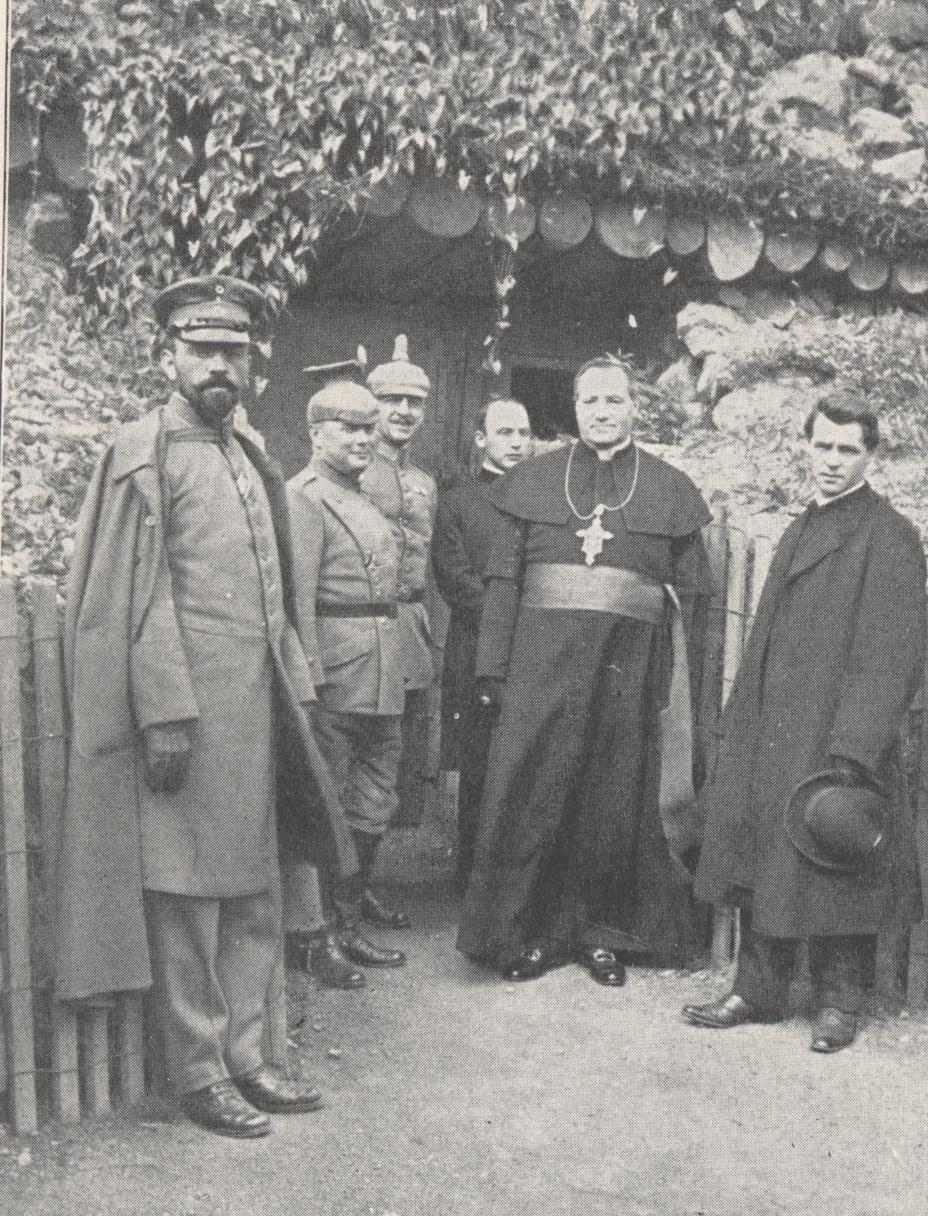
Buchberger (ganz rechts im Bild) 1916 beim Frontbesuch mit Kardinal Franziskus von Bettinger (Bildmitte) bei dem bayerischen Divisionspfarrer Jakob Weis (ganz links)

Michael Buchberger (* 8. Juni 1874 in Jetzendorf; † 10. Juni 1961 in Straubing) war ein deutscher römisch-katholischer Geistlicher und Theologe. Er war der 74. Bischof der Diözese Regensburg seit ihrer Gründung 739.

## Leben
Buchberger, Sohn eines Bauern, studierte in Freising und München Theologie und Philosophie und empfing am 29. Juni 1900 im Erzbistum München-Freising die Priesterweihe. Er war dann in Bad Reichenhall als Kaplan und in Freising als Seminarpräfekt tätig. 1906 kam er zum Lyzeum in Regensburg, wo er sich als Professor vor allem der Jugendarbeit widmete, ehe er 1908 Domkapitular in München wurde. Er wurde dann Generalvikar und Dompropst. Im November 1923 ernannte Papst Pius XI. ihn zum Titularbischof von Athribis und bestellte ihn zum Weihbischof im Erzbistum München-Freising. Die Bischofsweihe spendete ihm am 20. Januar 1924 Michael Kardinal von Faulhaber; Mitkonsekratoren waren Johann Baptist Hierl, Weihbischof in Regensburg, und Adam Senger, Weihbischof in Bamberg. Vom 12. März 1928 bis zu seinem Tod leitete er das Bistum Regensburg.
Der in der Kirchengeschichte bewanderte Buchberger engagierte sich in der Herausgabe mehrerer Kirchenlexika, bei der er auch als Autor tätig war. Er gab in Zusammenarbeit mit Karl Hilgenreiner, Johann Baptist Nisius, Joseph Schlecht und Andreas Seider von 1907 bis 1912 das Kirchliche Handlexikon mit etwa 24.000 Artikeln, von 1930 bis 1938 das Nachfolgewerk, das Lexikon für Theologie und Kirche, heraus. Das zehnbändige Werk startete mit 80.000 Artikeln.
Im von ihm als Herausgeber verantworteten Kirchlichen Handlexikon und in ähnlicher Weise auch noch in der von ihm herausgegebenen ersten Auflage (1930) des Lexikon für Theologie und Kirche finden sich antijudaistische Positionen. Auch in seinen eigenen Schriften äußerte er Verständnis für diese Position.
Als in Regensburg 1931 das gesellschaftliche Klima bereits sehr vergiftet war, äußerte sich Buchberger unter anderem bezüglich der wirtschaftlichen Verhältnisse vor Ort in judenfeindlicher Weise und  bestärkte so den weitverbreiteten Antisemitismus in der Bevölkerung. In seinem Buch Gibt es noch eine Rettung behauptete Buchberger, dass „die Presse [H.i.O.], die ununterbrochen das religiöse und sittliche Leben des Volkes“ unterwühle und „die zum Teil förmlich vom Kampf gegen christlichen Glauben und christlicher Sitte“ lebe, zum guten Teil in jüdischen Händen sei.

„Viele jüdische Federn versündigten und versündigen sich bis heute durch eine massenhaft unter das Volk geworfene laxe und seichte, antireligiöse und antichristliche Literatur, die an dem sittlichen Mark unseres Volkes, besonders auch unserer Jugend nagt. [...] Ein übermächtiges jüdisches Kapital beherrscht das wirtschaftliche Leben und besonders den Handel in einer für das Gemeinwohl schädigenden und doch sehr gefährlichen Weise, so daß der kleinere deutsche Geschäftsmann, Handwerker und Unternehmer einfach nicht mehr mitkommen kann und daher zu Grunde gehen muß. In allen Städten ziehen große jüdische Warenhäuser Geschäft und Umsatz an sich, weil eben das größere Kapital immer das kleinere zum Erliegen bringt. Es muß ganz offen ausgesprochen werden, daß dies ein Unrecht am Volksganzen bedeutet, das Gemeinwohl und die Volkswohlfahrt schwer schädigt, Tausende von Existenzen zerstört und furchtbar viel Erbitterung ansammeln muß. Gegen diese Auswüchse sich in rechter und maßvoller Weise zu wehren, ist eine Art gerechter Notwehr.“

Im Einklang mit der damals gültigen katholischen Lehre, die nicht das Konzept von „Rasse“ als solches, sondern lediglich dessen Relevanz in der nationalsozialistischen Lehre, die der Bedeutung des Taufsakraments entgegenstand, verurteilte, bezeichnete Buchberger diesen „christlichen Antisemitismus“ – im Gegensatz zu dem rassisch begründeten – als „eine Art gerechter Notwehr“.
Buchberger diffamierte auch andere gesellschaftliche Gruppen und Minderheiten als Kirchenfeinde, die „wie Hausierer und Agenten, die jahraus jahrein die ganze Welt abwandern.“ Sie seien „immer zu treffen in Versammlungen von Kommunisten, Sozialisten, Freidenkern, Adventisten, ernsten Bibelforschern, Feuerbestattern und aller möglichen Sekten.“
Der Regensburger Theologe Andreas Angerstorfer kritisiert, dass Buchbergers antisemitische Schrift Gibt es noch eine Rettung von 1931 nach dem Krieg in einer zweiten unveränderten Auflage erneut verlegt wurde.
Als der Regensburger Domprediger Johann Maier, der am 23. April 1945 öffentlich eine kampflose Übergabe der Stadt Regensburg an die US-Truppen gefordert hatte, von Polizisten festgenommen und am selben Abend durch ein Standgericht wegen Wehrkraftzersetzung verurteilt und sofort gehängt wurde, schwieg Buchberger und hielt sich in einem Luftschutzbunker versteckt.
In einem Hirtenwort zum ersten Fastensonntag 1946 mahnte Buchberger, auch mit den Opfern „der furchtbaren Verbrechen, die während des Krieges“ begangen worden seien, „herzlich mitzufühlen“, ohne darauf einzugehen, wer diese Opfer seien. Zugleich tadelte er jene, die sich in der Verurteilung der nationalsozialistischen Verbrechen „kaum genug tun“ könnten, jedoch „keinen Schmerz und Abscheu über den Gottesmord auf Golgatha“ kennen würden. Jesus sei überall „vom Haß und Hohn des jüdischen Volkes“ verfolgt worden. Damit predigte und verbreitete er – kaum ein Jahr nach der Befreiung von Überlebenden der Konzentrations- und Vernichtungslager – antisemitische Stereotype.
Nach dem Krieg bemühte sich Buchberger um den Wiederaufbau in seinem Bistum. Unmittelbar nach Kriegsende im Jahre 1945 wurden allein 95 caritative Einrichtungen neu begründet. In den Folgejahren entstanden 175 neue Kirchenbauten.
Im Heiligen Jahr 1950 erhielt er von Papst Pius XII. den persönlichen Titel eines Erzbischofs.

## Bewertung von Buchbergers Wirken in der Zeit des Nationalsozialismus
Der NS-Forscher Wolfgang Benz sieht im von Buchberger unterstützten „Wirken der Regensburger Domspatzen“ ein Beispiel „für den alltäglichen katholischen Kompromiss zwischen Kirche und Staat, Frömmigkeit und Kommerz“. Buchberger habe „lange Zeit gute Beziehungen  zur Reichskanzlei (ge)pflegt.“ Dies sei „eine Geschichte von Anpassung und Gleichschaltung, die das kirchliche Leben im nationalsozialistischen Staat charakterisiert.“
Eine stadtgeschichtlich ausgerichtete Artikelserie kommt zu dem Ergebnis, dass Bischof Michael Buchberger wie kaum ein zweiter Kirchenhierarch den Nationalsozialismus begrüßt und nach Kriegsende Opfer des NS-Regimes instrumentalisiert habe.
Für den in Regensburg katholische Kirchengeschichte lehrenden Theologen Klaus Unterburger besteht kein Zweifel, „dass in abstracto Buchbergers Sicht auf Welt und Politik erhebliche Divergenzbereiche zum Nationalsozialismus“ aufweise und seine konkrete Einstellung zum Nationalsozialismus „durchgehend ablehnend-oppositionell“ gewesen sei. Dennoch habe es „auf anderen Gebieten auch Konsens oder zumindest Berührungspunkte“ gegeben, etwa im massiven Antikommunismus, „aber auch bestimmte antijüdische Stereotypen, die er vor allem 1931 entfaltet“ habe.

## Ehrungen
- 1949: Goldene Bürgermedaille der Stadt Regensburg. Die große Verbindungsstraße der Stadtteile  Kumpfmühl und Königswiesen wurde nach Buchberger benannt: Erzbischof Buchberger Allee
- 1949: Albertus-Magnus-Medaille der Stadt Regensburg
- 1953: Großes Verdienstkreuz mit Stern und Schulterband der Bundesrepublik Deutschland
- 1959: Bayerischer Verdienstorden